# Алар Котлі
Алар Котлі  (Алар Юханович Котлі, ест. Alar Kotli; нар. 4 (17) серпня 1904, село Вяйке-Маарья, нині місто в однойменній волості, повіт Ляяне-Вірумаа, Естонія — пом. 4 жовтня 1963, Таллінн) — естонський радянський архітектор, заслужений діяч мистецтв Естонської РСР (1947).

## Біографія
У 1927 закінчив архітектурний факультет Вищого технічного училища в Гданську. З кінця 1920-х рр.. починає працювати в Естонії. Працював інспектором з будівництва в Міністерствах освіти і шляхів сполучення Естонії, потім заступником директора державного будівельного підприємства «Ехітая». Проектував будівлі в Таллінні і Тарту. У повоєнний час був проектувальником, керівником майстерні і головним архітектором інституту «Естонпроект». З 1945 по 1950 рр.. — голова Спілки архітекторів Естонської РСР.

## Педагогічна діяльність
З 1946 по 1950 був викладачем в Інституті прикладного мистецтва (нині Естонська академія мистецтв), Політехнічному інституті (1948—1953) і Художньому інституті (1953—1964) в Таллінні.

## Роботи
- Резиденція Президента Естонії в Кадріорзі (1938), у радянські часи будівлю займала Президія Верховної Ради Естонської РСР, нині тут знову президентська резиденція[1]
- Реконструкція театру «Естонія» (1945—1948), зруйнованого в результаті тотального бомбардування радянською авіацією Таллінна в березні 1944 року[2]
- Будівля Правління Художнього фонду Естонської РСР (1949—1950)
- Державний банк в Пярну (1939)
- Сільськогосподарська академія в Тарту (нині Естонський університет природничих наук, 1939—1940, спільно з архітектором Е. Лохком)
- Співочі естради в Талліні і Вільнюсі (1950-і рр..) відрізняються новаторсством у підході до функціональних і конструктивних принципів.

## Галерея зображень

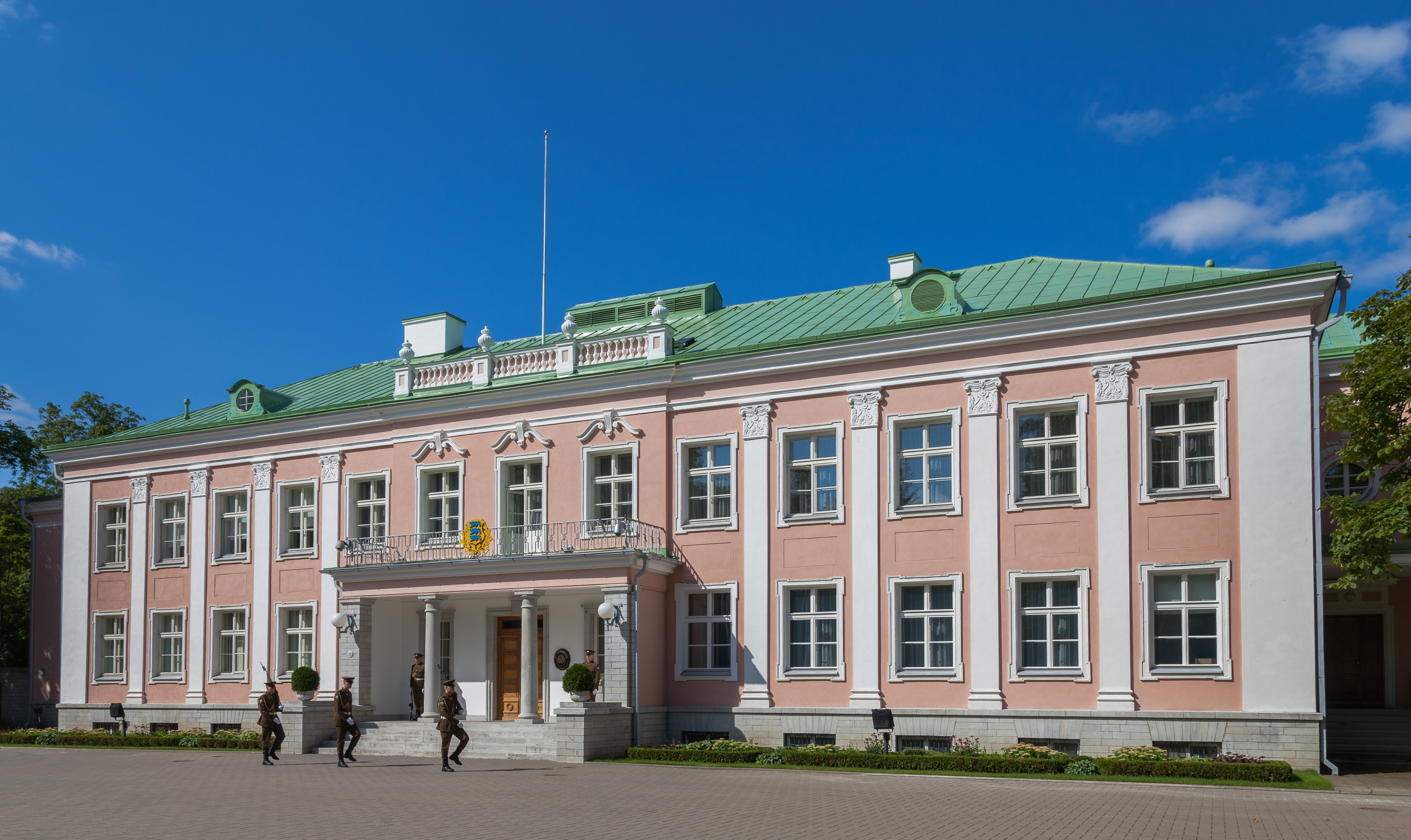
Резиденція Президента Естонії в Кадріорзі
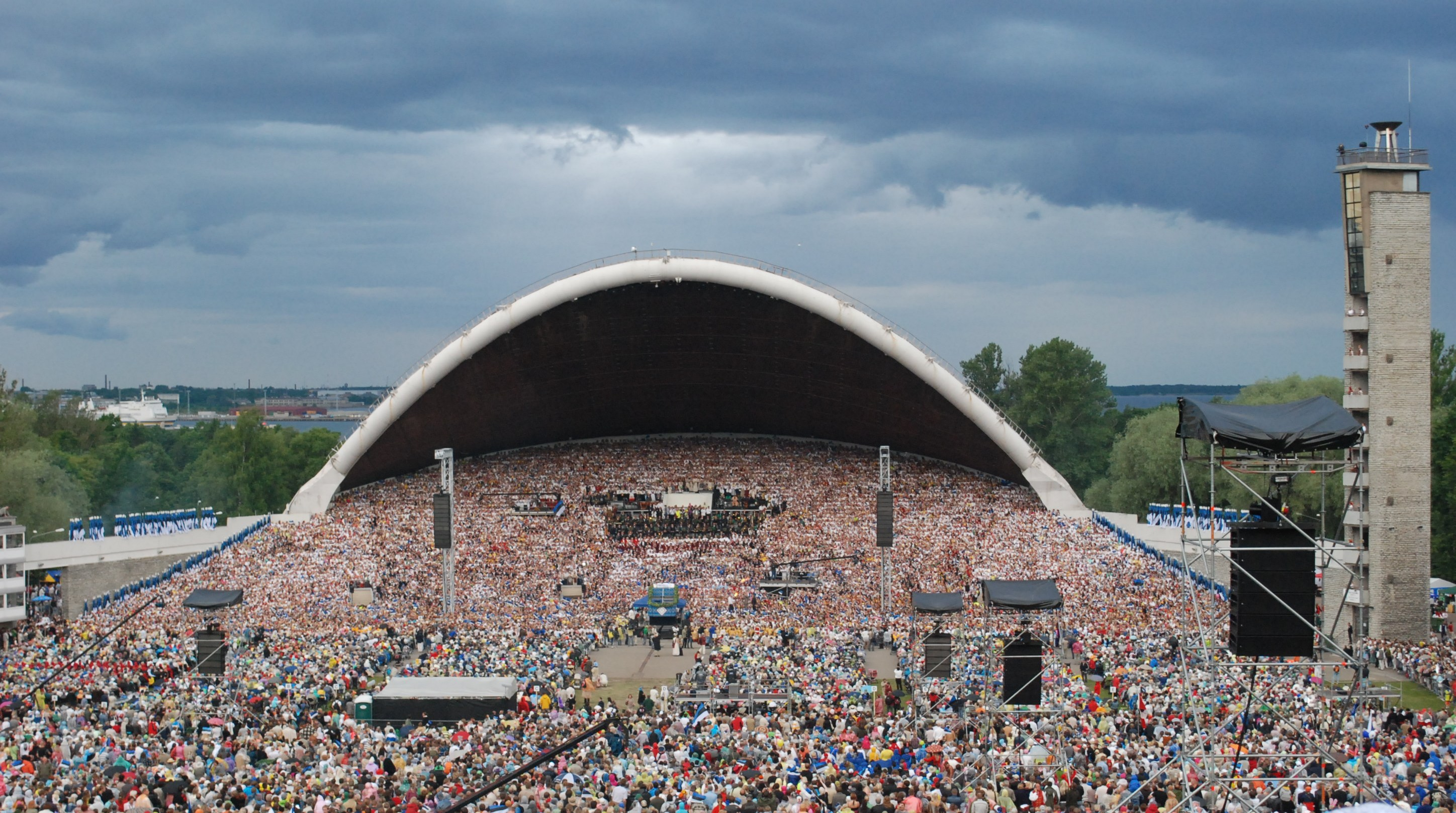
Співоча естрада в Талліні
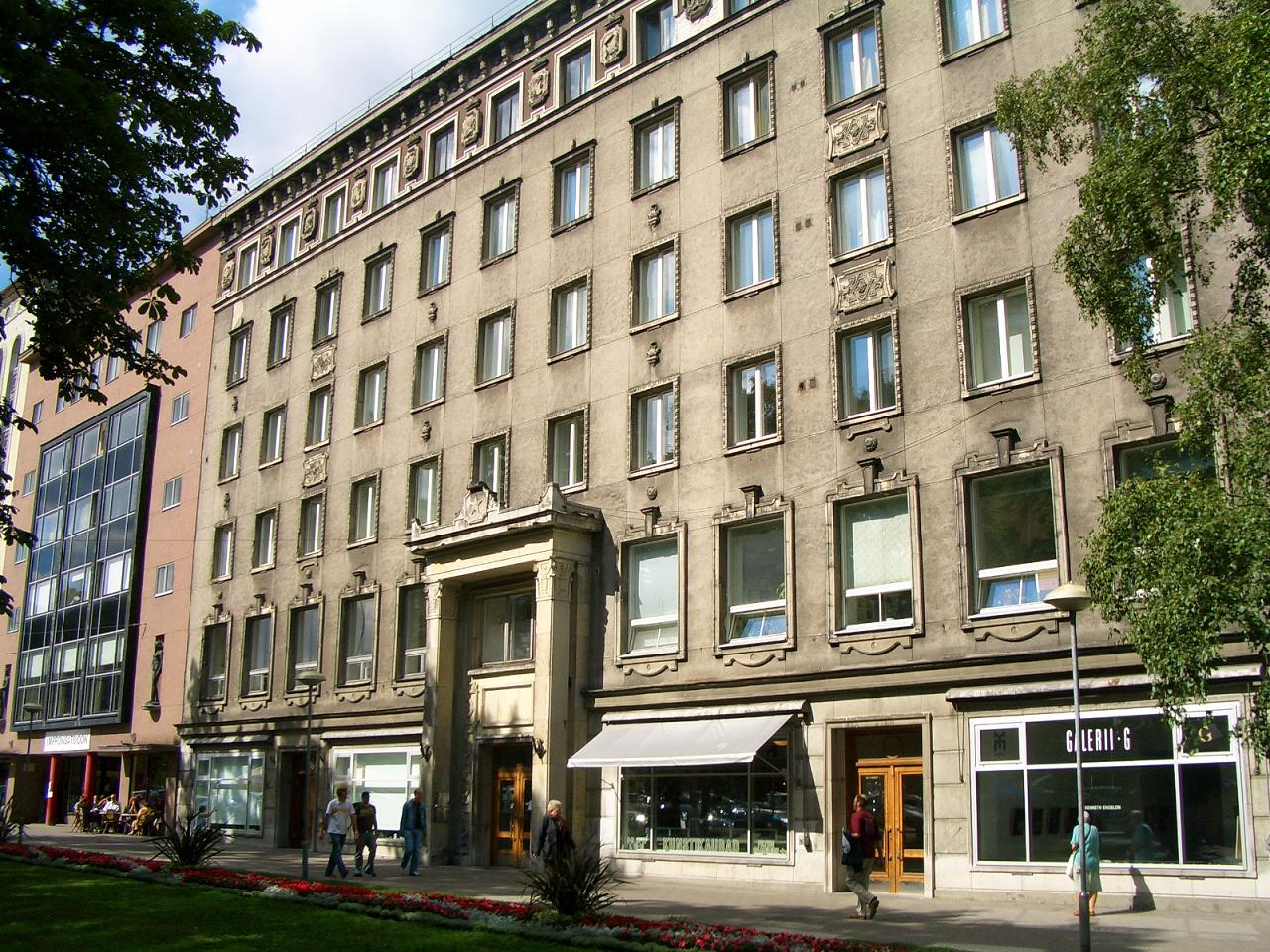
Будівля Правління Художнього фонду Естонії